# ТЕС Нахіл
25°47′49″ пн. ш. 55°57′20″ зх. д. / 25.79694° пн. ш. 55.95556° зх. д.
ТЕС Нахіл (Nakheel)  – теплова електростанція на північному сході Об'єднаних Арабських Еміратів, у місті Рас-ель-Хайма (центр однойменного емірату).
Станція в місті Рас-ель-Хайма у районі Нахіл працювала вже на  початку 1980-х. Традиційним обладнанням цієї ТЕС були газові турбіни, встановлені на роботу у відкритому циклі (деякі з них могли доповнюватись котлами-утилізаторами, проте не з метою створення комбінованого парогазового цикла по виробництву електроенергії, а задля роботи устаткування по опрісненню води). 
У 1992-му для ТЕС Нахіл постачили газову турбіну типу General Electrical Frame 6В (MS6001B) потужністю 30 МВт. Ще дві такі ж додали у 1995-му. 
Невдовзі майданчик підсилили трьома турбінами General Electrical Frame 9Е (MS9001E) потужністю по 100 МВт (останню з них запустили у 2003 році).
Станом на 2008-й загальна потужність ТЕС номінувалась як 427 МВт, а наступного року була зменшена до 387 МВт. Як засвідчують знімки з геоінформаційних систем, окрім зазначених вище шести турбін на майданчику станції також існували ще дві малі газові турбіни, повністю демонтовані у 2015/2016 році.
Станція розрахована на споживання нафтопродуктів та природного газу. Останній з'явився у еміраті Рас-ель-Хайма в 1984-му з початком роботи ГПЗ Хор-Хвайр та спорудженням трубопроводу від ГПЗ Саджаа.
Зв’язок із енергосистемою відбувається по ЛЕП, розрахованим на роботу під напругою 132 кВ та 33 кВ.
Загальна продуктивність розташованих на майданчику шести ліній з опріснення води становить біля 73 млн літрів на добу.